# Квинт Валерий Вегет
Квинт Вале́рий Веге́т (лат. Quintus Valerius Vegetus; умер после 91 года) — римский государственный и политический деятель, консул-суффект 91 года. 

## Биография
Вегет происходил из испанского города Иллибер. Его матерью была Корнелия Северина, о чём известно из нескольких надписей. 
По всей видимости, Вегет был произведён в сенаторское сословие из всаднического в правление императора Веспасиана. О его карьере известно лишь то, что в 91 году он занимал должность консула-суффекта вместе с Публием Метилием Непотом Сабином. Вегету принадлежал дом на Квиринале, построенный из земляного грунта, что было очень необычно для Рима в то время, но широко распространено в Испании.

## Потомки
Сыном Квинта Валерия был консул-суффект 112 года Луций Нуммий Нигер Квинт Валерий Вегет, а супругой — Этрилия Афра.